# Marta Mangué
Marta Mangué González (Las Palmas de Gran Canaria, Kanarski otoci, 23. travnja 1983.) je španjolski rukometašica. Igra na poziciji desne vanjske igračice. Španjolska je reprezentativka. Igra za Team Esbjerg. Još je igrala za Rocasa Gran Canaria, Astroc Sagunto (ondašnji El Osito L'Eliana Valencia) i Cementos La Unión Ribarroja,. za Granollers i San Antonio. Jedna je od najboljih europskih igračica.
Karijeru je započela na svom rodnom otoku u klubu Rocasa Gran Canaria. Poslije je otišla na kontinent, u Valenciju, gdje je igrala za El Osito L'Eliana Valencia (2004. je klub promijenio ime u CBM Astroc Sagunto). 2005. je otišla u Cementos La Unión Ribarroja, u kojem je ostala do 2007., nakon čega je napustila Španjolsku i otišla u inozemstvo, u Dansku. Do danas igra za danskog prvoligaša Team Esbjerg. U prosjeku je postizala 6 pogodaka po utakmici.
Do danas je skupila 171 nastup za Španjolsku. Postigla je 689 pogodaka. Na Olimpijskim igrama 2004. je igrajući za Španjolsku osvojila 6. mjesto. Na svjetskom prvenstvu u Francuskoj 2007. je bila 10. najbolji strijelac, a isti plasman je postigla sa Španjolskom. Njen najveći reprezentativni uspjeh je finale europskog prvenstva 2008. godine. Igrala je na svjetskom prvenstvu 2009. u Kini. Zauzela je 4. mjesto i bila je proglašena za najbolju desnu vanjsku igračicu na tom prvenstvu te je bila dio idealnog sastava tog prvenstva, uz Innu Suslinu, Camillu Herrem, Mariamu Signate, Allison Pineau, Linn-Kristin Riegelhuth, Begoñu Fernández i Ljudmilu Postnovu.

## Ostalo
Pozirala je za španjolski list Interviú, gdje su ju oslovili kao Marta Mangue, la galáctica del balonmano español .

## Vanjske poveznice
- Teamesbjerg[neaktivna poveznica]
- Liga prvakinja